# نهائي كأس تركيا 2001
نهائي كأس تركيا 2001 هي المباراة النهائية من منافسة كأس تركيا 2000–01 ‏، أقيمت المباراة في 2001، في Kayseri Atatürk Stadium ‏، بين فريقي غنتشلربيرليغي، ونادي فنربخشة، وفاز فيها غنتشلربيرليغي، بعد أن هزم نادي فنربخشة، بنتيجة 2 - 2، وحضر المباراة 18000 شخصاً.

## تفاصيل المباراة
لعبت المباراة النهائية في 2001.
| غنتشلربيرليغي | 2 -2 | نادي فنربخشة |
| ------------- | ---- | ------------ |
|               |      |              |